# Key Glock
Key Glock, pseudonimo di Markeyvius LaShun Cathey (Memphis, 3 agosto 1997), è un rapper statunitense.
È conosciuto grazie al suo mixtape del 2017 Glock Season.

## Biografia
Markeyvius LaShun Cathey è nato a South Memphis il 3 agosto del 1997. Quando aveva 18 mesi, sua madre fu mandata in carcere, dove sarebbe stata per i 15 anni successivi. Suo padre non fu parte importante della sua vita, perciò Glock venne affidato a sua nonna e zia. Secondo Cathey, lui e sua nonna visitavano sua madre in prigione molto spesso. A 18 anni è stato accusato di aggressione aggravata.
Key Glock è cresciuto ascoltando Gucci Mane e Lil Wayne, e il gruppo Three 6 Mafia, che è anche una delle sue più grandi influenze. Era anche un grande fan di Project Pat. La prima traccia che Glock ha registrato è stato un freestyle sulla base di Ain't No Way Around It di Future nel 2011.

## Carriera musicale
Key Glock, appena diciottenne, nel 2016 pubblicò il mixtape Whole Lotta Errthang; nello stesso anno venne accusato di aggressione aggravata, ma i testimoni non si presentarono in tribunale quindi fu assolto. Mentre Glock era in prigione sua zia, che era sposata con lo zio di Young Dolph, chiamò quest'ultimo per discutere il comportamento di suo cugino e gli chiese di portarlo con sé in Paper Route Empire. Successivamente Key Glock firmò un contratto con l'etichetta Paper Route Empire nel 2017 grazie al fondatore Daddy-O e suo cugino Young Dolph, con cui ha collaborato. Il 25 gennaio di quell'anno incise il suo singolo debutto Racks Today assieme al rapper statunitense Jay Fizzle. Il 26 giugno 2017 Glock pubblicò il suo mixtape di debutto, Glock Season. Il suo album Dum and Dummer, in collaborazione con Young Dolph, ha raggiunto l'ottavo posto nella classifica dei miglior 200 album Billboard 200.
Nel mezzo del 2019, dopo la pubblicazione dell'album Dum and Dummer, lui e suo cugino allestirono un tour in Europa a Londra e Manchester. A partire dal 5 febbraio 2020, i due iniziarono a Seattle il tour No Rules.
Il 31 gennaio 2020 Key Glock pubblicò il suo primo album Yellow Tape, da solista, che debuttò alla quattordicesima posizione nella Billboard 200. Il 22 maggio, pubblicò il mixtape Son of a Gun, di nuovo senza collaborazioni.
Il 5 marzo 2021 Key Glock e Young Dolph pubblicarono il singolo Aspen, annunciando così il loro secondo progetto collaborativo, l'album Dum and Dummer 2, uscito il 26 Marzo 2021. Il 5 novembre 2021 Key Glock pubblicò il suo secondo album da solista, Yellow Tape 2.
Il 18 gennaio 2022 Key Glock pubblicò la canzone Proud, tributo a Young Dolph. La canzone è inclusa su Long Live Young Dolph, un tributo alla vita di quest'ultimo, uscito il 21 gennaio 2022.
Il 24 febbraio 2023 Key Glock pubblicò il suo terzo album da solista , Glockoma 2, sequel del mixtape del 2018.
Key Glock annunciò il 1º giugno 2024 il titolo del suo prossimo album di studio, Glockaveli, nome dato in onore all'alter ego di 2Pac Makaveli. Il 2 agosto 2024, in vista del suo compleanno, Glock annuncio la data d'uscita insieme alla cover dell'album, quest'ultima ricevette tanti commenti negativi in quanto Glock indossa una corona di spine, anch'essa riferimento all'album di Makaveli The Don Killuminati: The 7 Day Theory. In origine, l'album doveva uscire il 13 settembre 2024, che coincide anche con l'anniversario della morte di 2Pac, ma all'ultimo momento è stato rimandato al 12 febbraio 2025. Poi, a meno di due settimane da quella nuova data, è stato nuovamente posticipato, stavolta al 14 marzo 2025. Tuttavia, nemmeno quella data è stata rispettata. Dopo tutti questi rinvii, alla fine l'uscita è stata fissata al 2 maggio 2025 che coincide con l'anniversario della morte di Afeni Shakur, madre di Tupac; inoltre Glock decise di cambiare la cover dell'album.
Glock ha pubblicato il primo singolo dell'album, 3AM In ToKEYo, il 7 febbraio 2025, segnando ufficialmente l'inizio della promozione dell'album. Un mese dopo, il 13 marzo 2025, Glock è tornato con il secondo singolo, No Sweat, un'uscita che non solo ha dato il via alla fase ufficiale del pre-ordine dell'album, ma è stata accompagnata anche da una grande notizia: Glock aveva firmato ufficialmente un contratto discografico con la Republic Records pur rimanendo comunque fedele all'etichetta di Young Dolph, Paper Route Empire. Infine Glock ha pubblicato un ultimo singolo, The Grinch, due settimane prima dell'uscita di Glockaveli, il 18 aprile 2025. Tre giorni dopo l'uscita dell'album, il 5 maggio 2025, per celebrare il primo posto, Apple Music ha pubblicato la versione estesa dell'album intitolata Glockaveli: The Don con tre tracce aggiuntive.

## Discografia

### Album in studio
- 2020 – Yellow Tape
- 2021 – Dum and Dummer 2 (con Young Dolph)
- 2021 – Yellow Tape 2
- 2023 – Glockoma 2
- 2025 - Glockaveli

### Mixtape
- 2016 – Whole Lotta Errthang
- 2017 – Glock Season
- 2018 – Glock Bond
- 2018 – Glockoma
- 2019 – Dum and Dummer (con Young Dolph)
- 2020 – Son Of A Gun

### Raccolte
- 2021 - Paper Route Illuminati (con Young Dolph e Paper Route Empire)
- 2022 - Long Live Young Dolph (con Paper Route Empire)

### EP
- 2022 - PRE5L